# Joucas
Joucas [ʒukas] est une commune française située dans le département de Vaucluse, en région Provence-Alpes-Côte d'Azur.
La commune est située dans le périmètre du parc naturel régional du Luberon.

## Géographie
Situé entre deux des « plus beaux villages de France », Gordes et Roussillon, Joucas est un petit village perché des monts de Vaucluse, face à la vallée nord du petit Luberon et protégé du mistral par son orientation plein sud vers le Luberon.
Depuis le village, on peut apercevoir la plaine environnante et les collines ocrées de Roussillon avec petit et grand Luberon en fond. Comme pour la plupart des villages perchés de la région, c’est cette visibilité, et donc possibilité de voir l’ennemi arriver de loin, qui fut l'une des raisons du choix de l’emplacement du village.
Distances à quelques grandes villes les plus proches
Carpentras est à 31 km au nord-ouest, Cavaillon à 21 km au sud-ouest, Aix-en-Provence à 72 km au sud, Apt à 15 km au sud-est, Manosque à 56 km est-sud-est, Digne-les-Bains à 111 km est-nord-est.
Parcs naturels régionaux
Joucas est dans le périmètre du parc naturel régional du Luberon.
Le parc naturel régional des Baronnies provençales est à 36 km au nord, entre Aurel (Vaucluse) et Montbrun-les-Bains (Drôme),.

### Accès et transports
Au nord de la D 2 et au sud de la D 4, on accède au village par la D 102. Ses rues caladées sont piétonnes, mais permettent d'apercevoir l'architecture très agréable de ce village perché.
La gare TGV la plus proche est la gare d'Avignon TGV.
La commune est desservie par les sorties de l'autoroute A7 à Avignon Sud (no 24) ou Cavaillon (no 25). 20 à 25 minutes de l'autoroute, 40 à 50 minutes de la gare TGV et légèrement plus d'une heure de l'aéroport de Marseille-Marignane.

### Sismicité
La commune de Joucas est classée en zone 3 (sismicité modérée, sur une échelle nationale de 1 à 5). Ce zonage correspond à une sismicité pouvant se traduire par des mouvements de terrains avec une accélération comprise entre 1,1 m/s2 et 1,6 m/s2.

### Climat
Pour des articles plus généraux, voir Climat de Provence-Alpes-Côte d'Azur et Climat de Vaucluse.
En 2010, le climat de la commune est de type climat méditerranéen franc, selon une étude du Centre national de la recherche scientifique s'appuyant sur une série de données couvrant la période 1971-2000. En 2020, Météo-France publie une typologie des climats de la France métropolitaine dans laquelle la commune est exposée à un climat méditerranéen et est dans la région climatique  Provence, Languedoc-Roussillon, caractérisée par une pluviométrie faible en été, un très bon ensoleillement (2 600 h/an), un été chaud (21,5 °C), un air très sec en été, sec en toutes saisons, des vents forts (fréquence de 40 à 50 % de vents > 5 m/s) et peu de brouillards. 
Pour la période 1971-2000, la température annuelle moyenne est de 13,3 °C, avec une amplitude thermique annuelle de 17,1 °C. Le cumul annuel moyen de précipitations est de 701 mm, avec 6,1 jours de précipitations en janvier et 2,9 jours en juillet. Pour la période 1991-2020, la température moyenne annuelle observée sur la station météorologique de Météo-France la plus proche, « Murs », sur la commune de Murs à 3 km à vol d'oiseau, est de 13,3 °C et le cumul annuel moyen de précipitations est de 757,8 mm. 
La température maximale relevée sur cette station est de 42,4 °C, atteinte le 28 juin 2019 ; la température minimale est de −13,2 °C, atteinte le 12 février 2012,,. 
Les paramètres climatiques de la commune ont été estimés pour le milieu du siècle (2041-2070) selon différents scénarios d'émission de gaz à effet de serre à partir des nouvelles projections climatiques de référence DRIAS-2020. Ils sont consultables sur un site dédié publié par Météo-France en novembre 2022.

### Hydrographie
La commune est arrosée par deux ruisseaux : le Carlet, long de 8 km, et la Cauquière, long de 2 km.

## Urbanisme

### Typologie
Au 1er janvier 2024, Joucas est catégorisée commune rurale à habitat dispersé, selon la nouvelle grille communale de densité à sept niveaux définie par l'Insee en 2022.
Elle est située hors unité urbaine. Par ailleurs la commune fait partie de l'aire d'attraction d'Apt, dont elle est une commune de la couronne,. Cette aire, qui regroupe 18 communes, est catégorisée dans les aires de moins de 50 000 habitants,.

### Occupation des sols
L'occupation des sols de la commune, telle qu'elle ressort de la base de données européenne d’occupation biophysique des sols Corine Land Cover (CLC), est marquée par l'importance des territoires agricoles (58,3 % en 2018), en augmentation par rapport à 1990 (57,1 %). La répartition détaillée en 2018 est la suivante : 
forêts (25,2 %), zones agricoles hétérogènes (23,4 %), cultures permanentes (20,1 %), milieux à végétation arbustive et/ou herbacée (16,6 %), terres arables (14,7 %). L'évolution de l’occupation des sols de la commune et de ses infrastructures peut être observée sur les différentes représentations cartographiques du territoire : la carte de Cassini (XVIIIe siècle), la carte d'état-major (1820-1866) et les cartes ou photos aériennes de l'IGN pour la période actuelle (1950 à aujourd'hui).

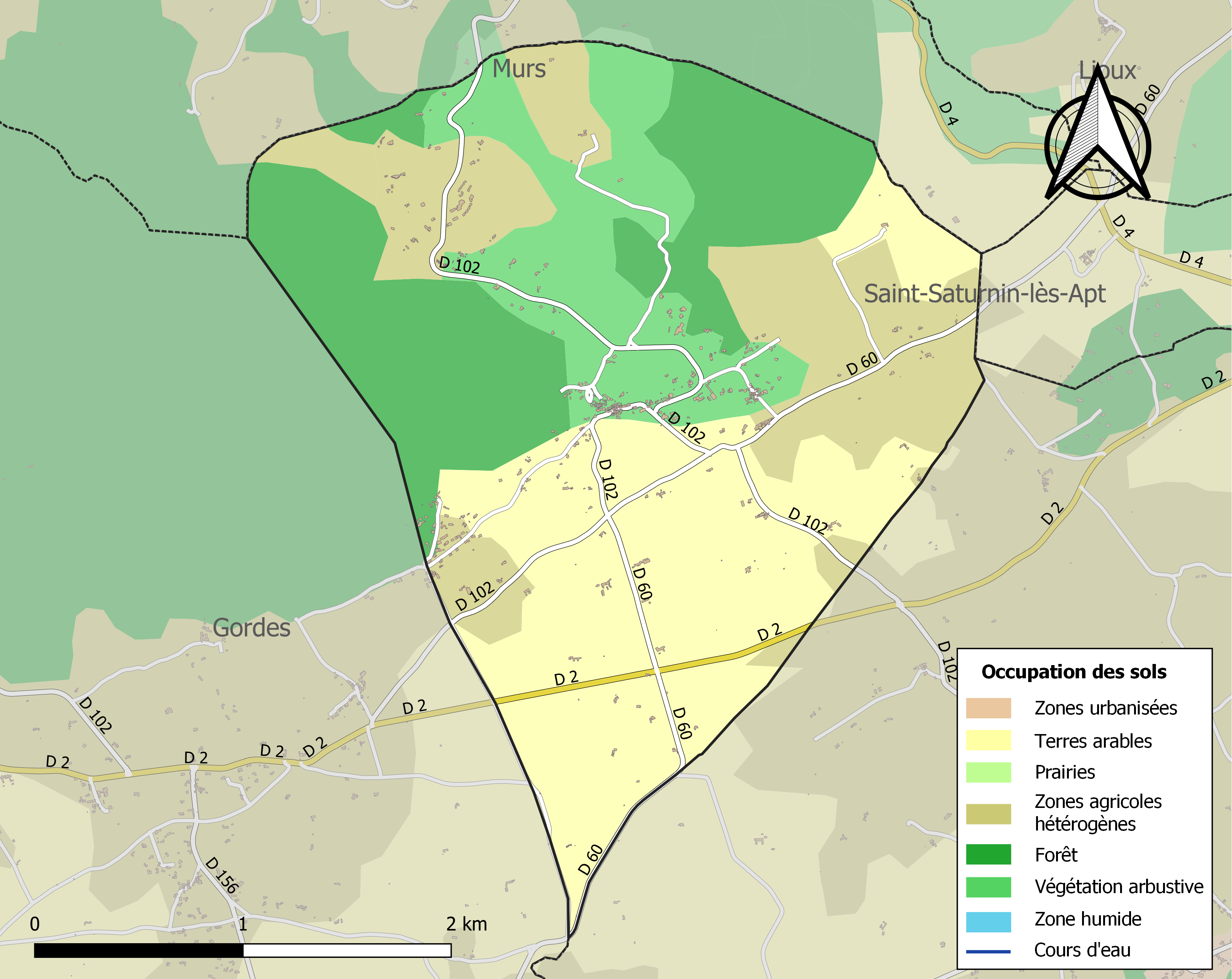
Carte des infrastructures et de l'occupation des sols de la commune en 2018 (CLC).

## Histoire

### Préhistoire
Les abris de Baume Brune, dans une falaise sur Joucas et Gordes, sont un ensemble de 43 abris préhistoriques dont seulement 8 sont ornés. Apparemment rien ne justifie la sélection de ces 8 abris - sauf l'écholocation. Des études d'archéoacoustique ont montré que les seuls abris décorés sont ceux émettant des sons réfléchis ; et l'abri no 12, le plus décoré et le seul décoré avec de la peinture noire, est aussi celui pour lequel les sons réfléchis sont les plus fortes,,.

### Les Hospitaliers
Joucas est citée en 1071 sous l'appellation de Jocadae, Jocadium. Aux XIe et XIIe siècles, c'est un fief des Agoult. À la fin du XIIe siècle, ceux-ci le vendent aux Hospitaliers de l'ordre de Saint-Jean de Jérusalem qui y implantent une commanderie (fin XIIe début XIIIe siècle). Le village est déserté aux XIVe et XVe siècles.

### Époque moderne
Joucas fait partie de la quarantaine de localités, de part et d'autre du Luberon dans lesquelles s'installent au moins 1 400 familles de Vaudois des Alpes, soit environ 6 000 personnes, venues des diocèses alpins de Turin et d'Embrun entre 1460 et 1560 selon l'historien Gabriel Audisio. Les deux tiers de ces futurs Vaudois du Luberon sont arrivés entre 1490 et 1520 et la plupart subissent le massacre de Mérindol, qui détruit 24 villages et cause 3 000 morts.
Les habitants embrassèrent la Réforme dans leur quasi-totalité. Le village changea plusieurs fois de mains au cours des guerres de religion. La commanderie, après avoir été détruite, est reconstruite en partie au début du XVIIe siècle ; ses nombreux vestiges sont toujours présents au sommet du village.
Ruines de la Commanderie dans les années 1920.

### Période moderne
Le 12 août 1793 fut créé le département de Vaucluse, constitué des districts d'Avignon et de Carpentras, mais aussi de ceux d'Apt et d'Orange, qui appartenaient aux Bouches-du-Rhône, ainsi que du canton de Sault, qui appartenait aux Basses-Alpes.

### Héraldique
| Blason de Joucas | Les armes peuvent se blasonner ainsi : D'azur au coq d'or posé sur un mont de trois coupeaux du même, accompagné au premier canton d'une croisette de Malte d'argent. |

## Politique et administration
| Période                                  | Période  | Identité      | Étiquette | Qualité |
| ---------------------------------------- | -------- | ------------- | --------- | ------- |
| 1971                                     | 1989     | Élie Jean     |           |         |
| mars 2001                                | En cours | Lucien Aubert |           |         |
| Les données manquantes sont à compléter. |          |               |           |         |

### Fiscalité
| Taxe                                                | Part communale | Part départementale | Part régionale |
| --------------------------------------------------- | -------------- | ------------------- | -------------- |
| Taxe d'habitation (TH)                              | 8,30 %         | 7,55 %              | 0,00 %         |
| Taxe foncière sur les propriétés bâties (TFPB)      | 10,80 %        | 10,20 %             | 2,36 %         |
| Taxe foncière sur les propriétés non bâties (TFPNB) | 41,05 %        | 28,96 %             | 8,85 %         |
| Taxe professionnelle (TP)                           | 15,07 %        | 13,00 %             | 3,84 %         |

La part régionale de la taxe d'habitation n'est pas applicable.
La taxe professionnelle est remplacée en 2010 par la cotisation foncière des entreprises (CFE) portant sur la valeur locative des biens immobiliers et par la cotisation sur la valeur ajoutée des entreprises (CVAE) (les deux formant la contribution économique territoriale (CET) qui est un impôt local instauré par la loi de finances pour 2010).

## Démographie
L'évolution du nombre d'habitants est connue à travers les recensements de la population effectués dans la commune depuis 1793. Pour les communes de moins de 10 000 habitants, une enquête de recensement portant sur toute la population est réalisée tous les cinq ans, les populations de référence des années intermédiaires étant quant à elles estimées par interpolation ou extrapolation. Pour la commune, le premier recensement exhaustif entrant dans le cadre du nouveau dispositif a été réalisé en 2008.

En 2022, la commune comptait 348 habitants, en évolution de +3,26 % par rapport à 2016 (Vaucluse : +1,73 %, France hors Mayotte : +2,11 %).
| 1793 | 1800 | 1806 | 1821 | 1831 | 1836 | 1841 | 1846 | 1851 |
| ---- | ---- | ---- | ---- | ---- | ---- | ---- | ---- | ---- |
| 303  | 299  | 310  | 308  | 393  | 390  | 364  | 391  | 455  |

| 1856 | 1861 | 1866 | 1872 | 1876 | 1881 | 1886 | 1891 | 1896 |
| ---- | ---- | ---- | ---- | ---- | ---- | ---- | ---- | ---- |
| 437  | 435  | 398  | 380  | 397  | 311  | 307  | 265  | 232  |

| 1901 | 1906 | 1911 | 1921 | 1926 | 1931 | 1936 | 1946 | 1954 |
| ---- | ---- | ---- | ---- | ---- | ---- | ---- | ---- | ---- |
| 219  | 206  | 212  | 181  | 169  | 175  | 180  | 195  | 173  |

| 1962 | 1968 | 1975 | 1982 | 1990 | 1999 | 2006 | 2008 | 2013 |
| ---- | ---- | ---- | ---- | ---- | ---- | ---- | ---- | ---- |
| 163  | 201  | 204  | 210  | 258  | 317  | 315  | 316  | 324  |

| 2018 | 2022 | - | - | - | - | - | - | - |
| ---- | ---- | - | - | - | - | - | - | - |
| 340  | 348  | - | - | - | - | - | - | - |

## Économie

### Agriculture

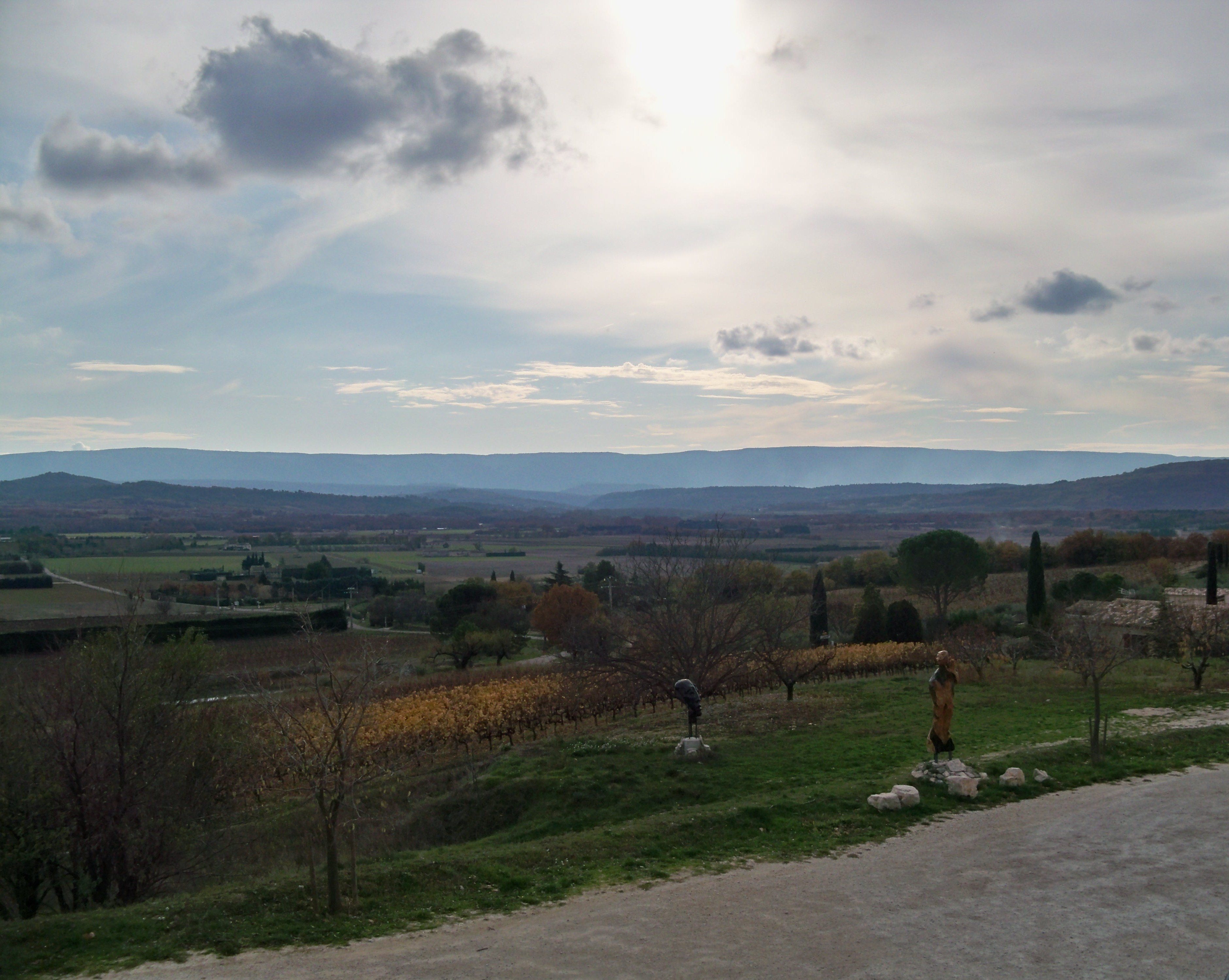
Vignes près de Joucas.

La plaine, c’est-à-dire le sud de la commune par rapport au village, est principalement consacrée à l'agriculture avec du melon, des cerisiers, etc. Sur les hauteurs, au nord, garrigue, bois et oliviers. La commune produit des vins AOC ventoux. Les vins qui ne sont pas en appellation d'origine contrôlée peuvent revendiquer, après agrément le label Vin de pays d'Aigues.

### Artisanat
À l'ouest, une petite zone artisanale (maçons, etc.).

### Tourisme
Comme l'ensemble des communes du Luberon, le tourisme joue un rôle, directement ou indirectement, dans l'économie locale.
On peut considérer trois principales sortes de tourisme en Luberon. Tout d'abord, le tourisme historique et culturel qui s'appuie sur un patrimoine riche des villages perchés ou sur des festivals. Ensuite, le tourisme détente qui se traduit par un important développement des chambres d'hôtes, de l'hôtellerie et de la location saisonnière, par une concentration importante de piscines et par des animations comme des marchés provençaux. Enfin, le tourisme vert qui profite des nombreux chemins de randonnées et du cadre protégé qu'offrent le Luberon et ses environs.
Le tourisme hôtelier (hôtels, chambres d'hôtes et restaurants, dont un étoilé au Guide Michelin) est une partie importante de la richesse de Joucas.

## Vie locale
Le village souffre d'une absence de vrai commerce (seulement un bar et une épicerie / dépôt de pains/ saladerie / buvette) mais bénéficie d'équipements (salle des fêtes, tennis municipaux...) et d'initiative (dont expositions artistiques estivales en plein air) qui, ajoutées à son aspect, le rendent très agréable.

### Sports
- Centre équestre[32]
- Randonnées pédestres (sentiers balisés).
- Tennis
- Ballooning
- En 2007 et 2008, la commune a accueilli une épreuve du Wall Ride Tour.

## Cinématographie
Plusieurs films ont été tournés à Joucas, notamment Ce soir je dors chez toi d'Olivier Baroux.

## Lieux et monuments
- Ancienne commanderie hospitalière (propriété privée) dont chapelle.
- Église Saint-Jean-Baptiste (fin XVIIIe siècle) ornée à l'intérieur de peintures en trompe-l'œil, clocher à arcades.
- Oratoire de l'Immaculée-Conception (XVIIIe siècle) : niche couverte d'un toit en pyramide surmonté d'une croix.
- Ruelles piétonnes caladées
- Vestiges gallo-romains au quartier Notre-Dame.
- Moulin à huile.
- Passage du GR6.
- Fontaines et lavoir.
- Abris de Baume Brune.

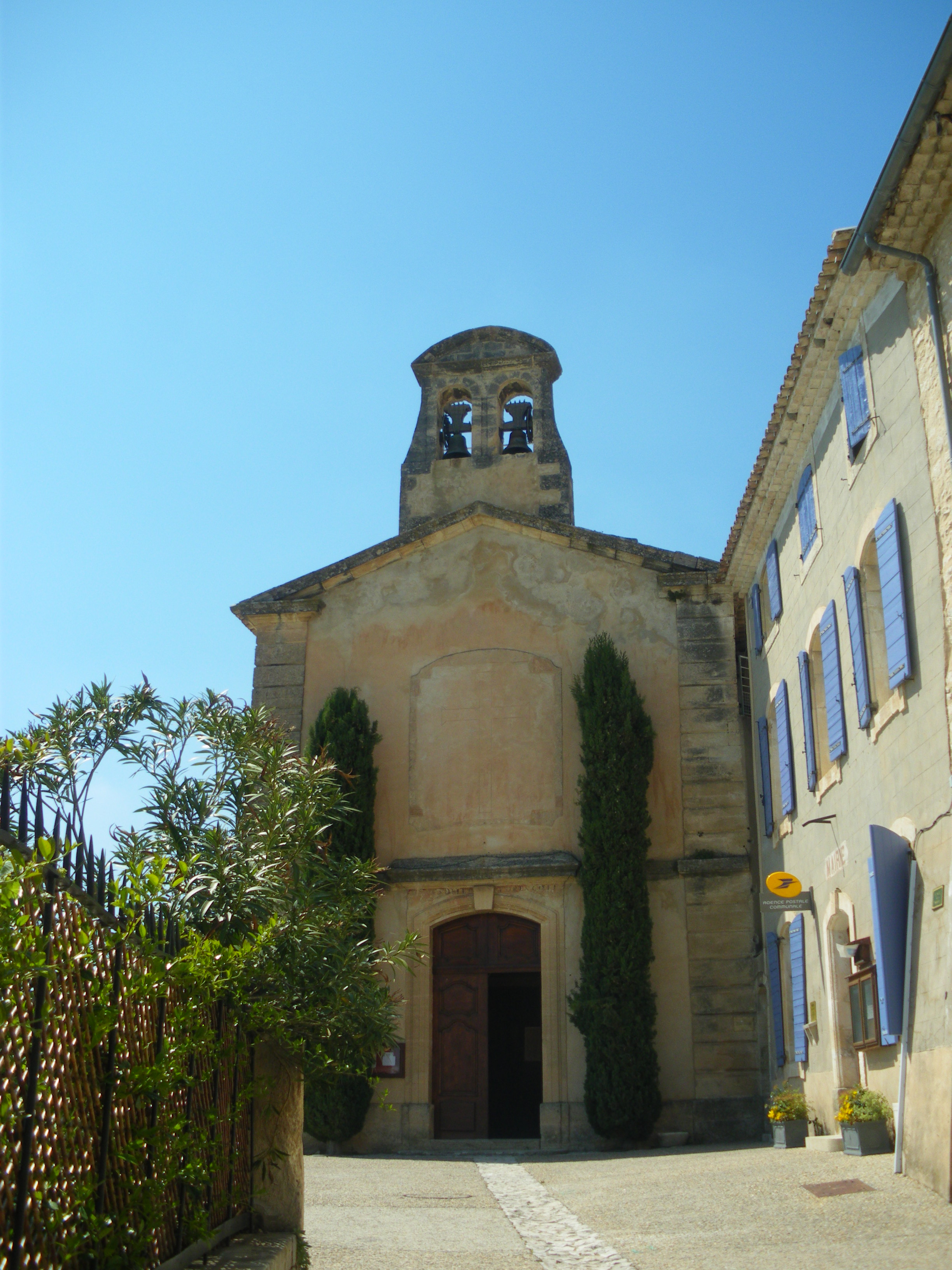
Église de Joucas.
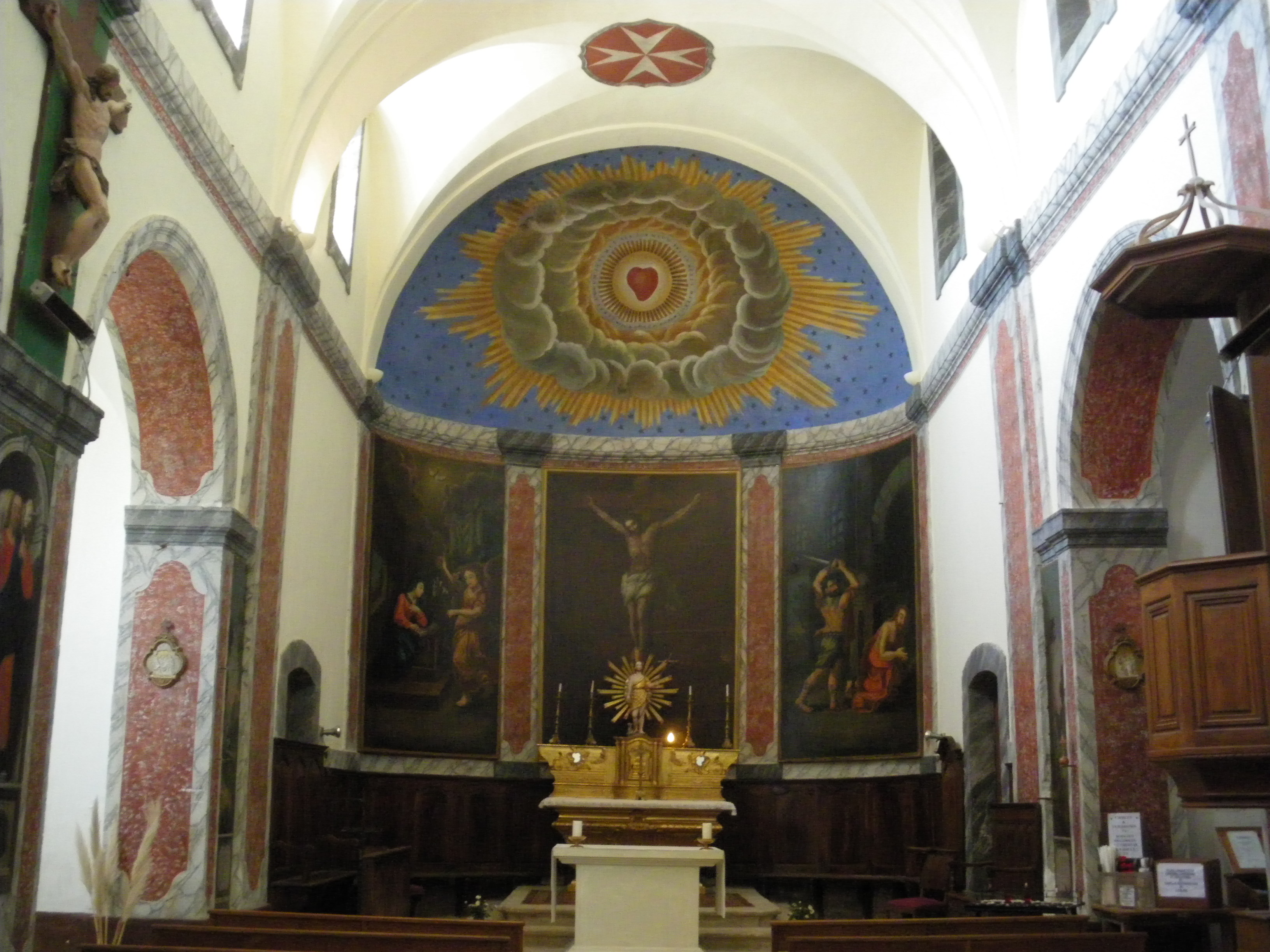
Intérieur, vue vers l'autel.
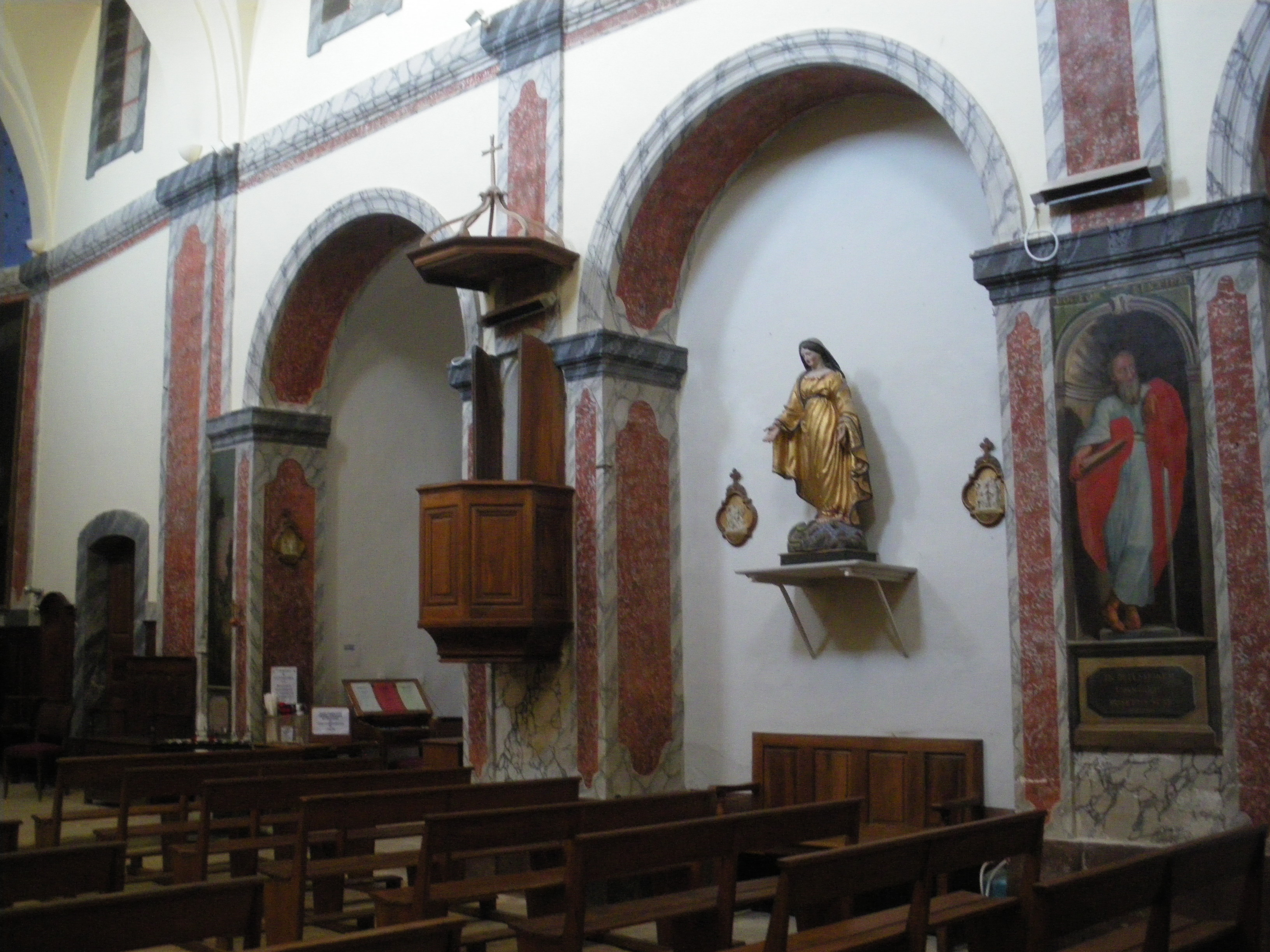
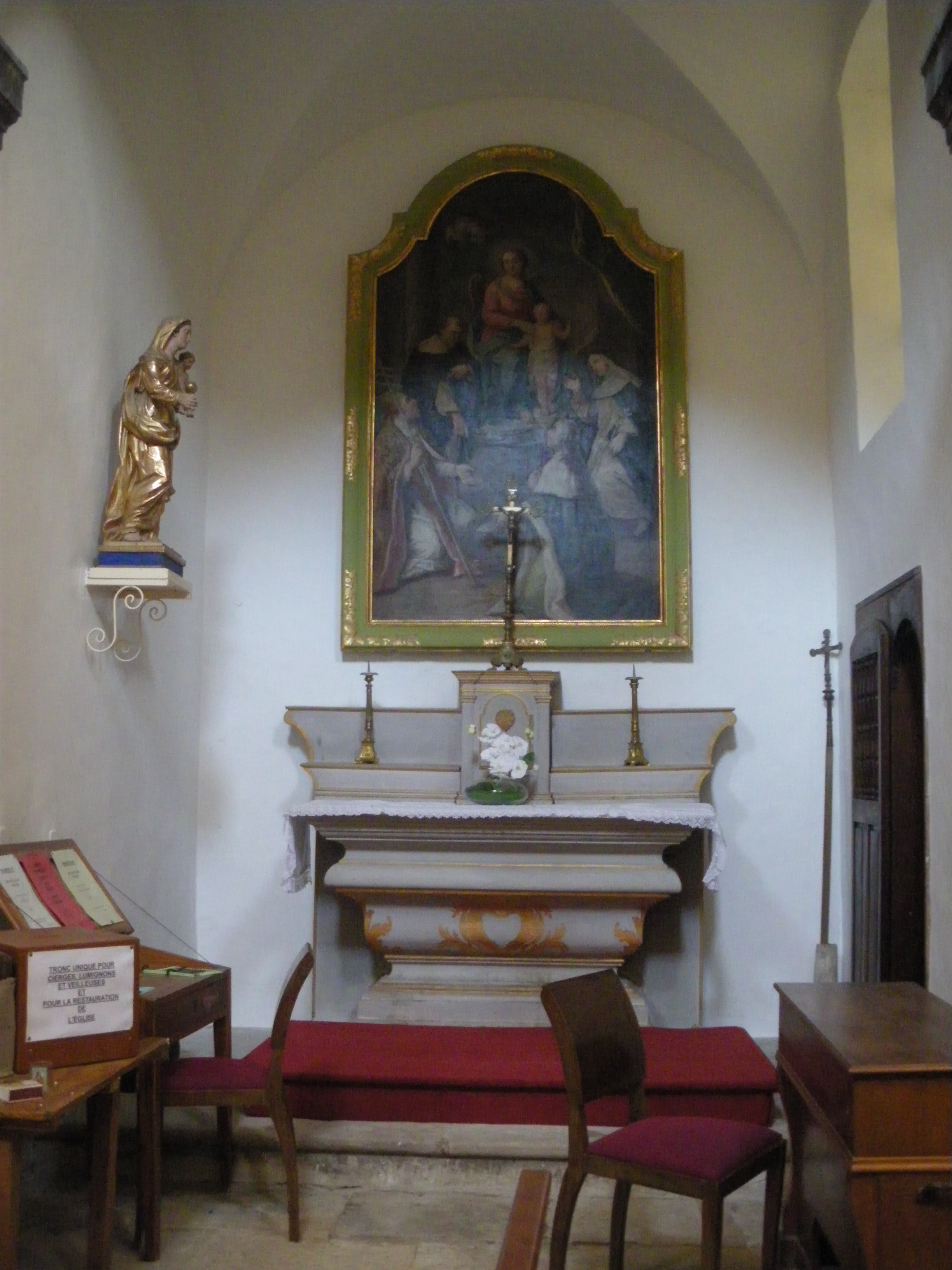
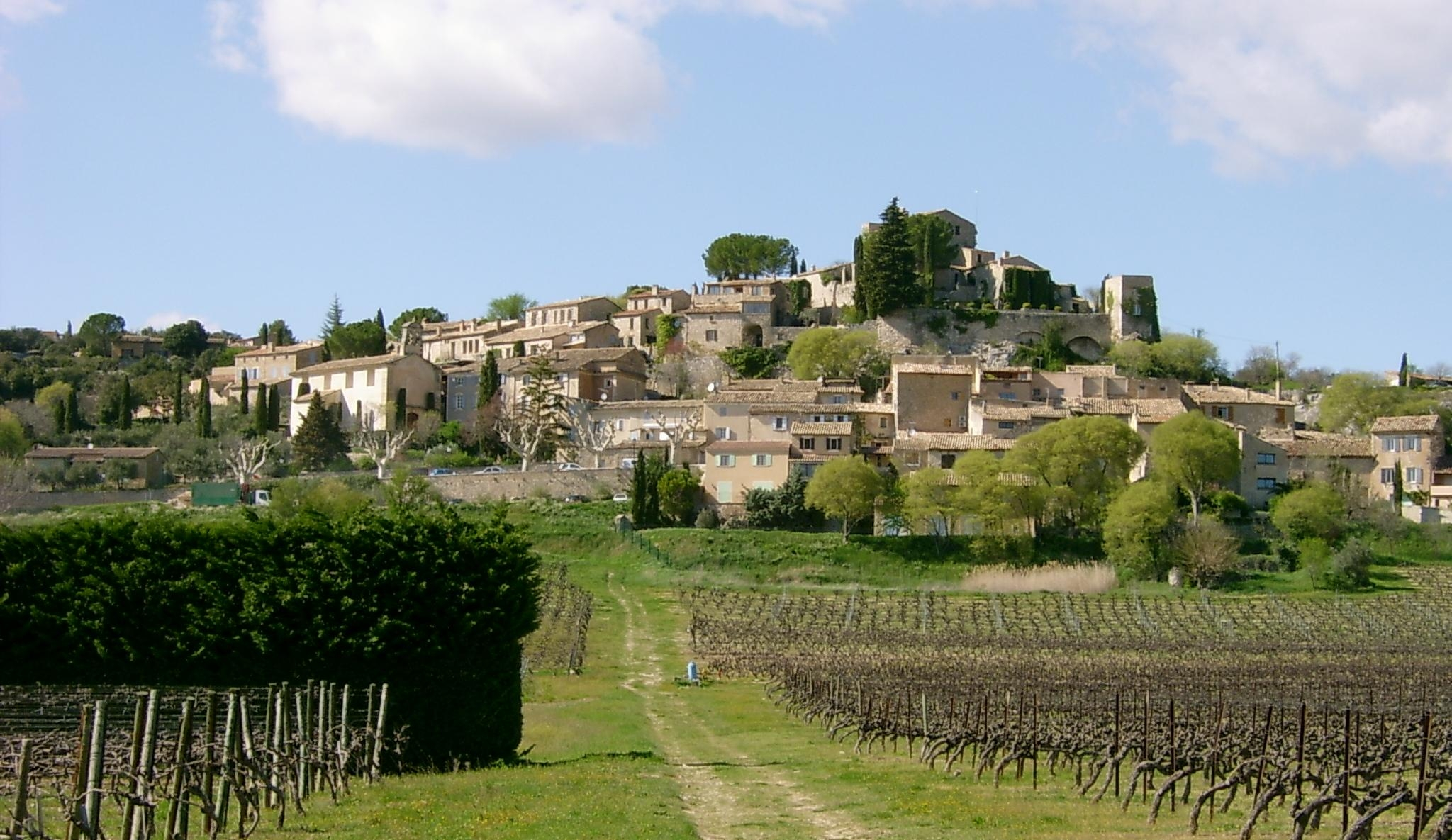
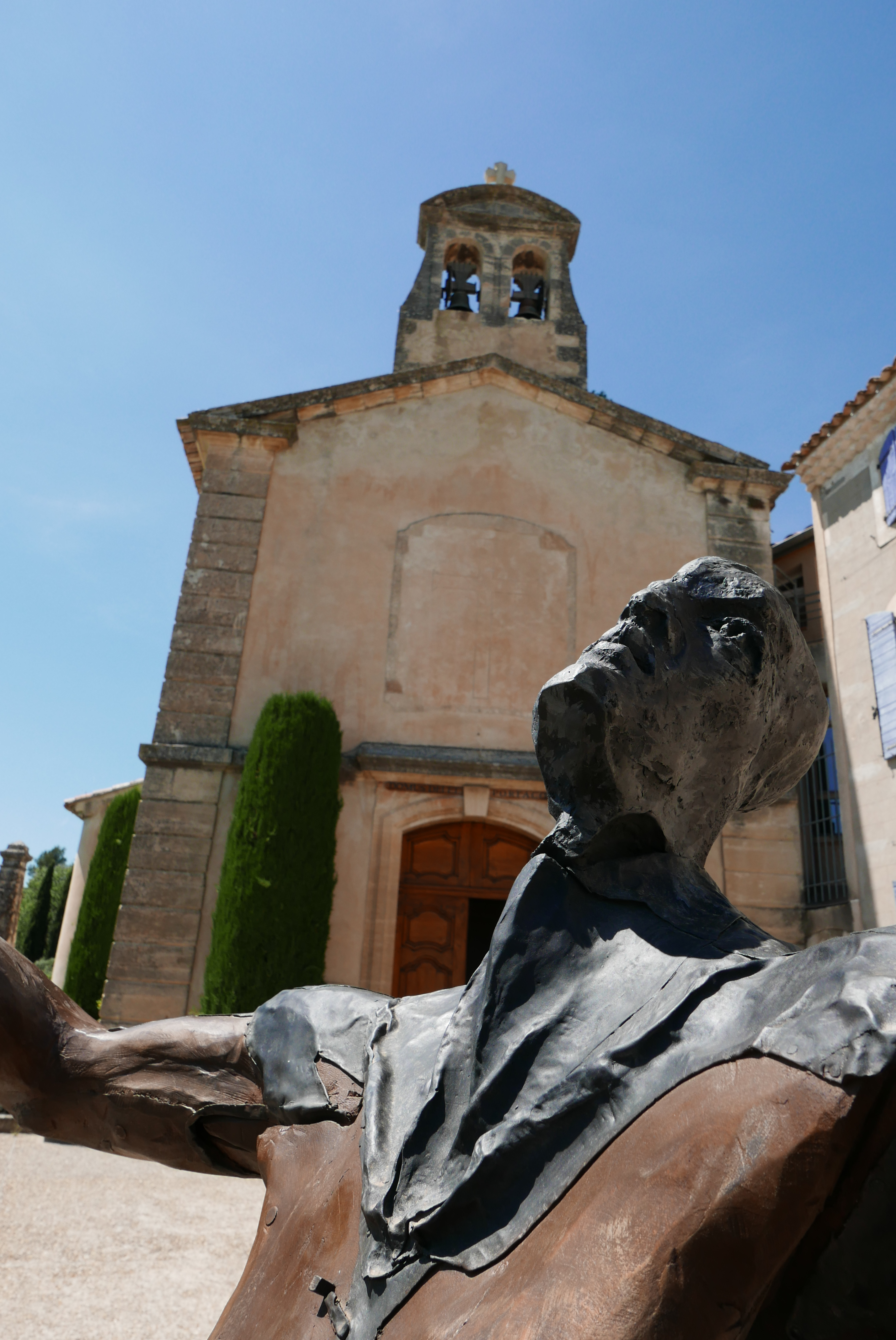

## Personnalités liées à la commune
- Yves Navarre ;
- Raymond Aron y a eu une maison dans les années 1970 jusqu'à sa mort en 1983.